# Utracán megye
Utracán egy megye Argentína középső részén, La Pampa tartományban. Székhelye General Acha.

## Népesség
A megye népessége a közelmúltban a következőképpen változott:
| Év   | Lakosság |
| ---- | -------- |
| 2001 | 14 240   |
| 2010 | 14 839   |